# Formica hewitti
Formica hewitti is een mierensoort uit de onderfamilie van de schubmieren (Formicinae). De wetenschappelijke naam van de soort is voor het eerst geldig gepubliceerd in 1917 door William Morton Wheeler.